# Mesnil-sur-l'Estrée
Mesnil-sur-l'Estrée es una comuna francesa situada en el departamento de Eure, en la región de Normandía.

## Demografía
| 708 | 753 | 739 | 764 | 1090 | 1031 | 895 |
| Para los censos de 1962 a 1999 la población legal corresponde a la población sin duplicidades (Fuente: INSEE [Consultar]) |     |     |     |      |      |     |